# Kiss Kiss Goodbye
Kiss Kiss Goodbye är en låt framförd av den slovakiske sångaren Adonxs. Låten, som är skriven av Adonxs tillsammans med George Masters-Clark, Ines Coulon, Lorenzo Calvo, Michaela Charvátová och Ronald Janeček, representerade Tjeckien i Eurovision Song Contest 2025 i Basel i Schweiz. Bidraget gick inte vidare till final.